# Clutter
Con il termine clutter si indicano tutti gli echi indesiderati ricevuti da un radar, di solito costituiti dalla riflessione dell'energia elettromagnetica su elementi dell'ambiente che circonda il bersaglio, sia naturali (montagne, precipitazioni atmosferiche, etc.), sia artificiali (palazzi, strutture ingegneristiche e architettoniche, etc.).
Il clutter costituisce, quindi, un disturbo di tipo additivo (oltre al rumore termico ed al jamming) che si sovrappone al segnale utile che identifica invece il bersaglio (target) da rivelare.

## Clutter di volume e di superficie
In genere, i bersagli sono considerati come scatteratori puntiformi, mentre il clutter come uno scatteratore dotato di estensione, che si estende su più celle angolari e/o di distanza. A questo proposito, si distinguono:
- clutter di volume (es: pioggia), per il quale si definisce la riflettività per unità di volume η;
- clutter di superficie (es: terreno) per il quale si definisce la riflettività per unità di superficie σ°.